# Jerko Leko
Jerko Leko (født 9. april 1980 i Zagreb, Jugoslavien) er en kroatisk tidligere fodboldspiller, der spillede som midtbanespiller. Han spillede gennem karrieren blandt andet for Dinamo Zagreb i sit hjemland, samt for Shakhtar Donetsk i Ukraine, franske AS Monaco og tyrkiske Bucaspor.

## Landshold
Leko nåede at spille 59 kampe og score 2 mål for Kroatiens landshold, som han debuterede for den 8. maj 2002 i et opgør mod Ungarn. Han var efterfølgende en del af den kroatiske trup ved både EM i 2004, VM i 2006 samt EM i 2008.